# NGC 3300
NGC 3300 is een lensvormig sterrenstelsel in het sterrenbeeld Leeuw. Het hemelobject werd op 19 maart 1784 ontdekt door de Duits-Britse astronoom William Herschel.

## Synoniemen
- UGC 5766
- MCG 2-27-30
- ZWG 65.66
- PGC 31472